# Qwanell Mosley
Pour les articles homonymes, voir Mosley.
Qwanell Mosley (surnommé "Q"), né le 29 septembre 1988 à Rochester dans l'État de New York, est un chanteur soul américain devenu célèbre pour avoir participé et remporté le programme de MTV, Making the Band 4.

## Biographie
"Q" est le plus jeune membre du groupe du groupe Day26 créé du Bad Boy Records et le rappeur Diddy ; ils ont travaillé en collaboration étroite avec le Danity Kane et l'ami Donnie Klang. Le groupe Day26 est composé de Qwanell Mosley, de Robert Curry, Willie Taylor, Brian Andrews et Michael McCluney. Le syndic de Rochester après avoir appris la nouvelle que Qwanell était devenu membre du band a décidé de lui offrir un cadeau au nom du ville en délivrant au chanteur une plaque qui représentait les anciennes clés de Rochester. L'album du Day26 est sorti en mars 2008. Annonce à savoir concernant Qwanell : après plusieurs altercations avec le groupe depuis Making the Band 4, plus particulièrement avec Screwface leur coproducteur, Qwanell a été renvoyé du groupe. Actuellement il travaille sur son album en solo.

## Vie personnelle
Les chanteurs préférés de Qwanell sont Donny Hathaway, Stevie Wonder, Beyonce, Letoya Luckett, Jay-Z, Billie Holiday, Kim Burrell, et The Clark Sisters. Qwanell se définit comme une personne de grand spiritualité aimant s'amuser et faire toujours de nouvelles connaissances. Il est fiancé avec Dawn Richard du Danity Kane. En mars 2012; ils annoncent leur rupture après 6 ans de vie commune.

## Discographie
Voir sa discographie sur Day26.